# Ішаліно (селище при станції, Челябінська область)
Ішаліно (рос. Ишалино) — селище залізничної станції у Аргаяшському районі Челябінської області Російської Федерації.
Входить до складу муніципального утворення Ішалинське сільське поселення. Населення становить 2089 осіб (2010).

## Історія
Населений пункт розташований на історичній території башкирських племен. Від 1930 року належить до Аргаяшського району, спочатку в складі Башкирської АРСР, а від 1934 року — Челябінської області.
Згідно із законом від 12 листопада 2004 року органом місцевого самоврядування є Ішалинське сільське поселення.

## Населення
| 2002 | 2010  |
| ---- | ----- |
| 1895 | ↗2089 |